# Первомайский (Венёвский район)
Первомайский — посёлок в Венёвском районе Тульской области России.
В рамках административно-территориального устройства входит в Кукуйский сельский округ Венёвского района, в рамках организации местного самоуправления включается в Грицовское сельское поселение.
Население — 64 чел. (2010).

## География
Посёлок находится в северо-восточной части Тульской области, в зоне хвойно-широколиственных лесов, в пределах Среднерусской возвышенности, по берегам реки Шат, на расстоянии 27 километров (по прямой) к юго-западу от города Венёва, административного центра района, в 33 км к востоку от областного центра, города Тулы.
К Первомайскому примыкают: к западу — югу посёлок Торбеевский, к северу — деревня Городищи.

### Климат
Климат характеризуется как умеренно континентальный, с умеренно холодной зимой и тёплым летом. Среднегодовая многолетняя температура воздуха составляет +5 °С. Средняя температура воздуха самого холодного месяца (января) — −10 °C, средняя температура самого тёплого (июля) — +20 °С. Период с положительными температурами длится около 220—225 дней. Среднегодовое количество атмосферных осадков составляет 550—600 мм, из которых большая часть (около 70 %) выпадает в тёплый период. Среднегодовая скорость ветра составляет 5 м/с.

## История
Местность, где расположен посёлок, была заселена издавна. Примерно в одном километре к западу от посёлка, при впадении речки Корнички в Шат, расположено древнерусское городище, которое отождествляют с летописным городом Корнике.

## Население
| 2010 |
| ---- |
| 64   |

## Инфраструктура
Основа экономики — сельское хозяйство.

## Транспорт
Посёлок доступен автотранспортом.